# Марі Бремон
Марі Марта Августін Леметр-Бремон (фр. Marie Marthe Augustine Lemaitre Brémont; 25 квітня 1886, Ноелле, Мен і Луара, Пеї-де-ла-Луар, Франція — 6 червня 2001, Канде, Мен і Луара, Пеї-де-ла-Луар, Франція) — французька супердовгожителька. Була найстарішою повністю верифікованою нині живою людиною в світі після смерті британки Єви Морріс 2 листопада 2000 року і до моменту її смерті 6 червня 2001 року у віці 115-ти років і 42 днів. Бремон вважається четвертою найстарішою повністю верифікованою людиною в історії Франції після Жанни Кальман, Люсіль Рандон та Жанни Бот.

## Життєпис
Народилась 25 квітня 1886 року в Ноелле, Мен і Луара, Пеї-де-ла-Луар, Франція. Її батько був лісорубом. Її перший чоловік, залізничник Констант Леметр, помер незабаром після Першої світової війни від отриманих там поранень. Вона одружилася вдруге з водієм Флорентіном Бремоном, який помер у 1967 році. Дітей Марі Леметр-Бремон не мала.
Протягом життя працювала фермеркою, нянею, робітницею на швейній та фармацевтичній фабриках. У 103 роки вона потрапила під машину і зламала руку. 6 червня 2001 року Марі Бремон померла природною смертю в будинку для літніх людей в Канде, Франція у віці 115-ти років і 42-ох днів. Станом на серпень 2018 року вона входить в топ-100 найстаріших повністю верифікованих людей в світі (42 місце) і в список 100 найстаріших повністю верифікованих жінок в історії (39 місце).